# شیرسگ
شیرسگ نام یک گونه از سرده فرفیون است.